# Karl Ullrich
Karl Ullrich (ur. 1910, zm. 1996) – niemiecki wojskowy, Oberführer Waffen-SS, odznaczony podczas II wojny światowej Krzyżem Rycerskim z Liśćmi Dębu.

## Życiorys
Urodził się w 1910 roku w Saargemünd (obecnie Sarreguemines), w należącej wówczas do Niemiec Lotaryngii. W 1934 roku ukończył studia inżynierskie, a następnie wstąpił do SS-Verfügungstruppe. Rok później został mianowany dowódcą 3. batalionu wojsk inżynieryjnych SS.
W czasie wojny w 1940 roku walczył we Francji, gdzie został odznaczony Krzyżem Żelaznym pierwszej oraz drugiej klasy za odwagę. W 1941 roku został przeniesiony do 3. Dywizji Pancernej SS Totenkopf, walczącej na froncie wschodnim. W 1942 roku został odznaczony Krzyżem Rycerskim za odwagę oraz zdolności dowódcze, którymi się wykazał podczas bitwy pod Demiańskiem.
W 1944 roku Ullrich został mianowany dowódcą 6. regimentu grenadierów SS, a w październiku tego samego roku objął dowództwo nad 5 Dywizją Pancerną SS Wiking, która walczyła na Węgrzech. Pod koniec wojny podniesiony do rangi Oberführera. 5 maja 1945 roku poddał się wraz ze swoimi wojskami siłom radzieckim[wymaga weryfikacji?].
Karl Ullrich zmarł w Bad Reichenhall w 1996 roku w wieku 86 lat.